# Црква Рођења Пресвете Богородице у Бељајки
Црква Рођења Пресвете Богородице у Бељајки, насељеном месту на територији општине Деспотовац, саграђена је пре 1796. године. Црква припада Епархији браничевској Српске православне цркве и представља непокретно културно добро као споменик културе.

## Положај и прошлост
Црква посвећена Рођењу Пресвете Богородице, позната и као „Бела црква” се налази на неколико километара источно од села Бељајка. Нема поузданих извора који говоре о ктитору, као и о времену изградње, осим што се у цркви на каменој плочи налази уклесан текст на старословенском језику где се помиње да је црква те године 16. маја обновљена за време митрополита Методија.

## Архитектура цркве
Црква је једнобрадна грађевина скромних димензија, 10x4,5 метра. Према спољашњем изгледу стиче се утисак да је црква грађена из два дела и да је касније дозидана припрата. Цела црква сазидана је од камена пешчара, док је унутрашњост цркве врло једноставна и сиромашна. Карактеристично је да је црква врло лепо живописана, али без података о аутору. На бочним зидовима цркве налазе се фреске цара Душана, Проклете Јерине, Светог Николе, а одмах код врата је фреска вероватно ктитора који држи макету цркве у руци. На улазу у олтарски простор је врло једноставан иконостас, без украса и са мало дубореза очигледно новијег датума.